# Schönwald (Brandeburgo)
Schönwald è un comune di 1 234 abitanti del Brandeburgo, in Germania.

Appartiene al circondario di Dahme-Spreewald ed è parte dell'Amt Unterspreewald.